# HD 100777
HD 100777 es una estrella solitaria con un compañero planetario en la constelación ecuatorial de Leo. Con una magnitud visual aparente de 8,42, es demasiado débil para ser observada a simple vista, aunque su magnitud absoluta de 4,81 indica que podría verse a tan solo 33 años luz (10 pc) de distancia. La distancia a la estrella es de aproximadamente 162 años luz, según mediciones de paralaje.
La Unión Astronómica Internacional llevó a cabo la campaña NameExoWorlds en 2019. Nepal bautizó la estrella como Sagarmatha, el nombre nepalí del monte Everest, y el exoplaneta que gira a su alrededor fue bautizado como Laligurans, el nombre nepalí de la flor rododendro.

## Sistema planetario
En 2007, se descubrió un exoplaneta gigante acompañante mediante el método de velocidad radial. Orbita HD 100777 a una distancia de 1,03 UA, con un período de 384 días y una excentricidad (ovalidad) de 0,36. Se desconoce la inclinación del plano orbital de este cuerpo, por lo que solo se puede determinar un límite inferior para su masa. Tiene al menos 1,16 veces la masa de Júpiter.
| Planeta        | Masa            | Semieje mayor (UA) | Periodo orbital (días) | Excentricidad | Inclinación | Radio |
| -------------- | --------------- | ------------------ | ---------------------- | ------------- | ----------- | ----- |
| b / Laligurans | >1.16 ± 0.03 MJ | 1.03 ± 0.03        | 383.7 ± 1.2            | 0.36 ± 0.02   | - °         | ?     |